# جائحة فيروس كورونا 2020 في نيو برونزويك
إن جائحة فيروس كورونا 2020 في نيو برونزويك هي جائحة فيروسية مستمرة لمرض فيروس كورونا 2019 (COVID-19)، وهو مرض معدي جديد يسببه متلازمة الجهاز التنفسي الحادة الوخيمة (SARA-COVID-2). تمتلك مقاطعة نيو برونزويك الكندية تاسع أكبر عدد من حالات COVID-19 في كندا خلال الوباء العالمي 2019-2020. حتى 14 نيسان 2020، كان هنالك 116 حالة مؤكدة، 75 حالة شفاء، ولا يوجد وفيات. في 8 نيسان تم الإعلان عن حالات COVID في نيو برونزويك بشكل أقل من أي مقاطعة في كندا.

## خلفية
في 12 يناير 2020، أكدت منظمة الصحة العالمية عن ظهور فيروس كورونا المستجد كسبب للمرض التنفسي الذي أصاب مجموعة من الأشخاص في مدينة ووهان، مقاطعة خوبي، الصين، إذ أُبلغ عنهم إلى منظمة الصحة العالمية في 31 ديسمبر 2019. كانت نسبة الوفيات بين الحالات المُشخصة بكوفيد-19 أقل بكثير من جائحة فيروس سارس في عام 2003، لكن انتقال العدوى كان أكبر، والوفيات أيضًا.

## الجدول الزمني:-
حتى 14 نيسان، أبلغت نيو برونزويك عن 116 حالة، مع الإبلاغ عن الحالة الأولى في 11 آذار.
في الحالة الأولى لنيو برونزويك، عاد ذلك الشخص إلى جنوب شرق نيو برونزويك قادمًا من فرنسا، وعزل نفسه في المنزل. الحالة الثانية كانت اتصال مباشر ووثيق.
في 15 آذار، أبلغت المقاطعة عن أربع حالات افتراضية أخرى في الجزء الأوسط منها.
في 16 آذار، أكدت نيو برونزويك حالة واحدة أخرى، وأعلنت حالة افتراضية أخرى، مما جعل حالتين مؤكدتين و5 افتراضية في المجموع.
في 17 آذار، تم الإعلان عن حالة ثامنة. وكانت هذه الحالة لأول طفل يصاب بالعدوى في المقاطعة.
في 18 آذار، تم الإبلاغ عن ثلاث حالات جديدة، اثنتان في الجزء الأوسط من المقاطعة وواحدة أخرى في الجزء الجنوبي الشرقي منها، ليصل مجموع الحالات المؤكدة والافتراضية إلى 11 حالة.
لم يتم الإبلاغ عن حالات جديدة في 19-20 آذار.
في 21 آذار، تم الإعلان عن ست حالات جديدة، خمسة في الجزء الجنوبي من المقاطعة، ليصل إجمالي الحالات المؤكدة والافتراضية في المقاطعة إلى 17.
لم يتم الإبلاغ عن حالات جديدة في 22-23 آذار. ومع ذلك، في 23 آذار تم الإعلان أنه لم يعد من الضروري إرسال النتائج الإيجابية الافتراضية إلى المختبر الوطني للأحياء الدقيقة (NML) في وينيبيغ للاختبار التأكيدي، وبالتالي تأكيد جميع الحالات الافتراضية في المقاطعة في ذلك الوقت.
في 24 آذار، تم التأكيد الحالة 18 من COVID-19، في نيو برونزويك في الجزء الجنوبي الشرقي من المقاطعة. وتشمل هذه:- 8 حالات من COVID-19 في المنطقة الصحية 3 (فريدريكتون والمناطق المحيطة ووسط نيو برونزويك)، و6 حالات أخرى من المنطقة الصحية 2 (سانت جون ومعظم ساحل فندي) و4 حالات في المنطقة الصحية 1 (مونكتون وجنوب شرق نيو برونزويك).
في 25 آذار، تم الإعلان عن 8 حالات جديدة في نيو برونزويك، ليصل المجموع إلى 26 حالة، واحدة في المستشفى، ولكنها ليست في وحدة العناية المركزة. جميع الحالات الجديدة هي من بين المسافرين من خارج المقاطعة أو من جهات اتصال مباشرة ووثيقة للمسافرين. زادت الحالات إلى 33 في 26 آذار و 45 في 27 آذار.
خلال المؤتمر الصحفي الاعتيادي الإقليمي المسائي في 27 آذار، تم الإعلان عن 12 حالة جديدة تم الإبلاغ عنها، 11 منها تتعلق بالسفر. لا يمكن تحديد الحالة المتبقية على أنها مسافرة حديثًا من خارج المقاطعة أو على اتصال وثيق ومباشر بأحد، وبالتالي قد تمثل الحالة الأولى «لانتقال المجتمع» في المقاطعة.

## استجابة الحكومة:-
في 13 آذار، أعلنت حكومة المقاطعة أن جميع مدارس نيو برونزويك ستغلق حتى 29 آذار. لم تتأثر رياض الأطفال بالإعلان في ذلك الوقت لكنها أغلقت بعد ذلك بثلاثة أيام.في 16 آذار أوصت مديرة الصحة الطبية الدكتورة جينيفر راسل بإغلاق جميع الأماكن العامة وبعض الأعمال التجارية ابتداءً من 17 آذار. كما طلبوا من أصحاب المطاعم تحديد عدد العملاء إلى نصف سعة مناطق تناول الطعام الخاصة بهم. يسمح بطلبات الطلبات الخارجية وخدمات التوصيل. كما أعلنت الحكومة أن جميع الخدمات الحكومية غير الضرورية ستغلق ححتى إشعار آخر.
أعلنت المقاطعة يوم 19 آذار حالة الطوارئ.